# Claire Barbillon

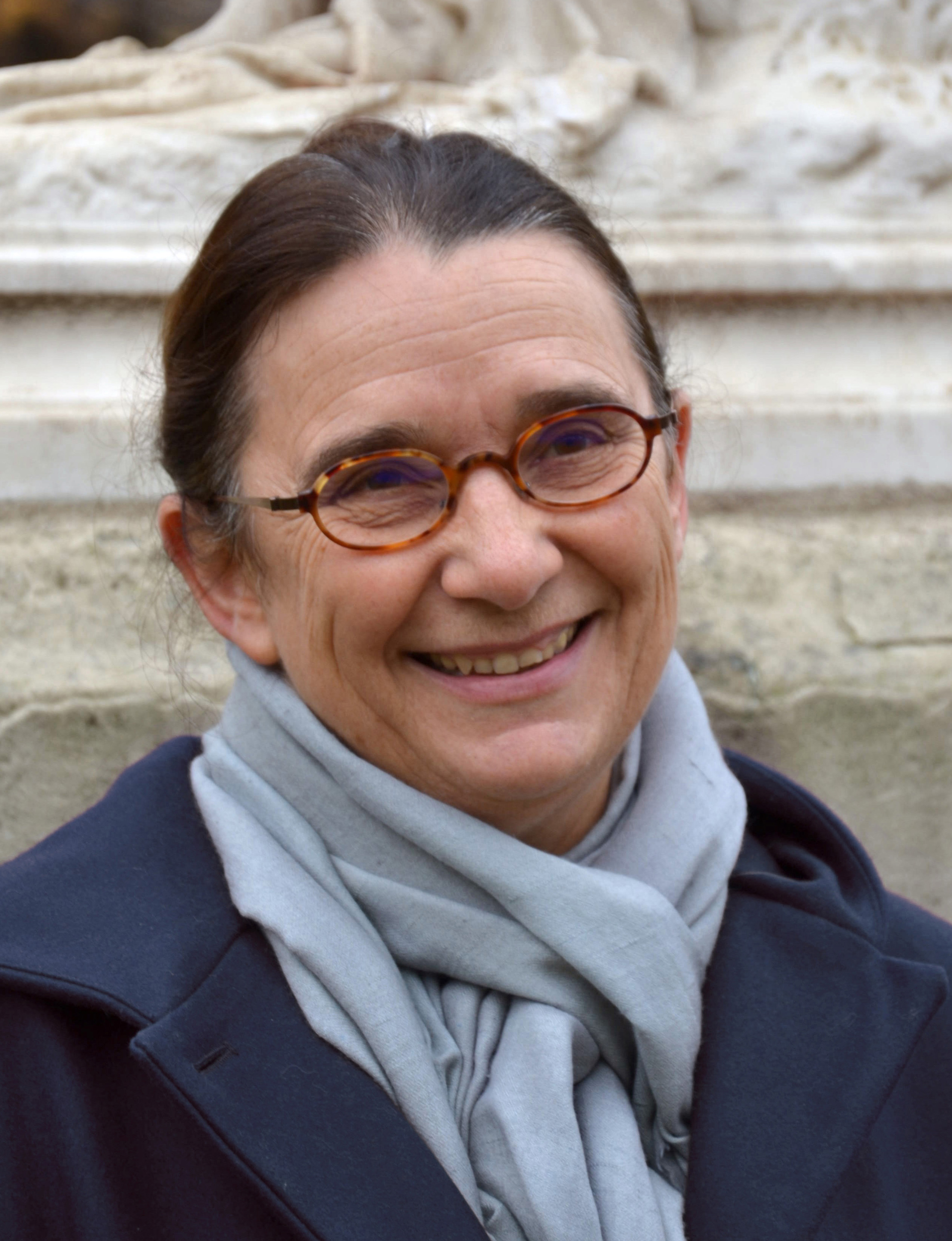
Claire Barbillon

Claire Barbillon (* 1960 in Paris) ist eine französische Kunsthistorikerin und seit 2017 die Direktorin der französischen Kunsthochschule École du Louvre. Ihre Forschung widmete sie vor allem der Geschichte der Bildhauerei im 19. und 20. Jahrhundert.

## Tätigkeit
Nach einer Ausbildung am Conservatoire National Supérieur de Musique von 1980 bis 1982 studierte Claire Barbillon Kunstgeschichte und arbeitete seit 1985 im Musée d’Orsay in Paris. Sie war dort zuerst im pädagogischen Dienst tätig und später für die Museumspublikationen verantwortlich. Sie wurde mit der Arbeit Canons et théories de proportions du corps humain en France (1780–1895), die sie unter der Leitung des an der Universität Genf lehrenden Kunsthistorikers Pierre Vaisse verfasste, promoviert.
Claire Barbillon unterrichtete seit 1999 am Institut national d’histoire de l’art in Paris und seit 2001 an der Universität Bordeaux Montaigne. Von 2003 bis 2011 war sie Studiendirektorin an der École du Louvre in Paris. Seit 2008 lehrte sie an der Universität Paris-Nanterre und seit 2014 auch an der Universität Poitiers Geschichte der zeitgenössischen Kunst. In Poitiers leitete sie den Master-Studiengang Patrimoine, musées et multimédia.
Am 1. Dezember 2017 wurde Claire Barbillon zur Direktorin der École du Louvre berufen. 2023 wurde sie von der Kulturministerin Rima Abdul Malak für eine dritte Amtsperiode in dieser Funktion wiedergewählt. Sie setzte sich während der COVID-19-Pandemie für den Ausbau des Fernunterrichts und die Fürsorge für die Studierenden und darüber hinaus besonders für die Weiterentwicklung der Forschungsbibliothek der École du Louvre ein.
2015 bis 2021 gehörte sie dem wissenschaftlichen Beirat des Institut national d’histoire de l’art an.
Claire Barbillon verfasste unter anderem den Katalog der Skulpturensammlung des Kunstmuseums von Lyon und arbeitete an der Datenbank über Standbilder im öffentlichen Raum in Frankreich im 19. und 20. Jahrhundert und einer Ausstellung mit Werken von Constantin Meunier, Jules Dalou und Auguste Rodin im Musée Camille Claudel in Nogent-sur-Seine mit. Sie ist mit Philippe Sénéchal die Herausgeberin des Online-Lexikons Dictionnaire critique des historiens de l’art actifs en France de la Révolution à la Première Guerre mondiale.

## Auszeichnungen
- Ritter der Ehrenlegion
- Ritter des Ordre national du Mérite
- Offizier des Verdienstordens Ordre des Arts et des Lettres[4]

## Werke
- Auguste Préault, sculpteur romantique. Ausstellungskatalog. Paris 1997.
- mit François Lissarrague und I. Aghion: Héros et dieux de l’antiquité. Guide iconographique. Paris 1994, ISBN 2-08-011746-7.
- Introduction à la Grammaire des Arts du dessin de Charles Blanc (1867). Paris 2000.
- Quand Van Gogh dessinait en écrivant. Paris 2003.
- Les Canons du corps humain au XIX siècle. L’Art et la Règle. Paris 2004.
- mit France Debuisson, Chantal Georgel, Catherine Chevillot und Anne Pingeot: À nos grands hommes, la sculpture publique française jusqu’à la Seconde Guerre mondiale. CD-ROM. Paris 2004.
- À quoi sert l’histoire de l’art? Gespräch mit Roland Recht. Paris 2007.
- Die Schule von Beuron und die Nabis. Spirituelle Gemeinsamkeiten, theoretische Übereinstimmungen. In: Velten Wagner (Hrsg.): Avantgardist und Malermönch. Peter Lenz und die Beuroner Kunstschule. Katalog zur Sonderausstellung Avantgardist und Malermönch – Peter Lenz und die Beuroner Kunstschule, Städtisches Museum Engen 2007. Hildesheim 2007. ISBN 978-3-938816-03-5.
- mit Stéphanie Cantarutt (u. a.): La Mémoire à l’œuvre. Les archives d’Antoine Bourdelle. Paris 2009.
- mit Sophie Mouquin: Écrire la sculpture. De l'Antiquité à Louise Bourgeois. 2011.
- Le relief, au croisement des arts du XIX siècle. Paris 2014.
- Comment regarder la sculpture. Mille ans de sculpture occidentale. 2017.
- Monumentaliser la République dans l’espace urbain en France au XIXe siècle. Formes et types d’une allégorie sculpture, de Soitoux aux Frères Morice, entre les IIe et IIIe Républiques. 2022.
- Sculpter la ruine, une ambition moderne, XIX–XXe siècles. In: Formes de la ruine. Ausstellungskatalog Musée des Beaux-Arts de Lyon. 2023.
- Le sculpteur, l’athlète et l’anatomiste. En quête du «corps parfait». In: En Jeu! les artistes et le sport (1870–1930). Ausstellungskatalog Musée Marmottan Monet. Paris 2024.